# Huaorani

Localización del territorio huaoraní en Ecuador.

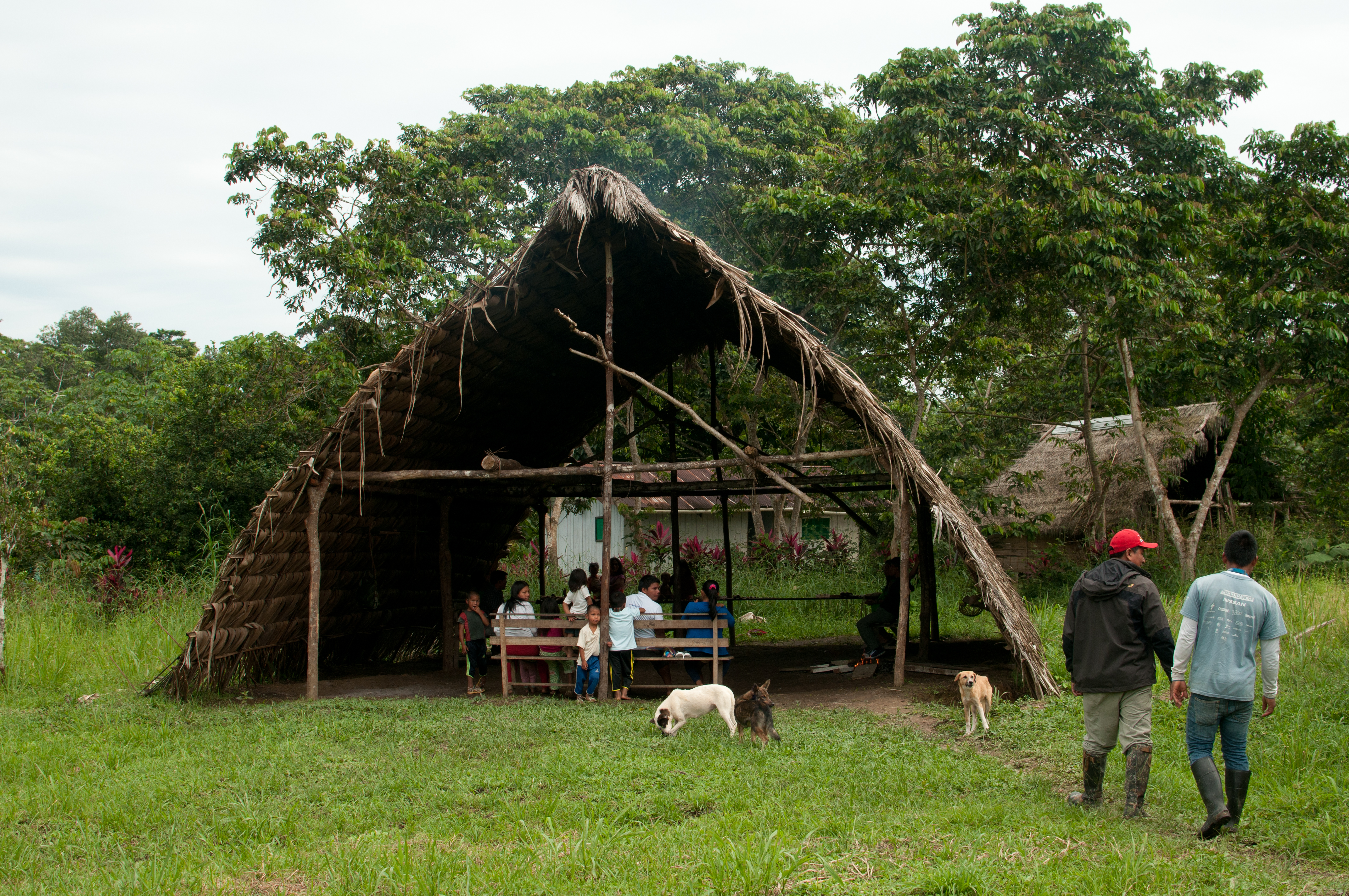
Casa comunitaria tradicional en un poblado huaorani moderno.

Los huaoranis o waoranis (llamados tradicionalmente ushiris y avijirias, waodani o sabela, o de forma peyorativa auca en lengua quecha) son un pueblo amerindio que habita al noroccidente de la Amazonia, en el oriente de Ecuador.
Los huaoranis se subdividen en veintidós comunidades, de las que doce viven en la provincia de Pastaza, entre ellas los daimutaro, huahano, quenahueno, quihuaro, shiripuno, tigüino, tihueno, toñampare, wamono y zapino. Otros grupos destacados son los dayuno, garzacocha (río Yasuní), mima (en el curso medio del río Cononaco), quehueriuno, quemperi (río Cononaco), caruhue (río Cononaco) y tagaeri. La población total de los huaoranis o waoranis es de unas tres mil personas según la UDAPT. La mayor parte de ellos habla huao terero que se considera una lengua aislada.
Hasta la década de 1950, cuando fueron contactados por misioneros evangélicos estadounidenses, poco se sabía de los huaoranis que vivían aislados en la selva tropical ecuatoriana. Desde entonces la cultura huaorani ha experimentado un proceso de aculturación con cambios drásticos debido a la acción conjugada de las misiones evangelizadoras del Instituto Lingüístico de Verano (ILV) y la explotación petrolera. Fueron en parte reubicados en poblados sedentarios y pasaron de ser bandas de cazadores recolectores seminómadas que se autoabastecían a ser comunidades altamente dependientes del exterior para bienes y servicios.

## Etimología
La palabra waodani (plural de wao "persona") significa "humanos" o "gente" en wao tiriro.

## Subgrupos tribales
Los huaoranis se subdividen en caruhue (río Cononagaeri), damuintaro, dayuno, garzacocha (río Yasuní), huamuno, mima, quehueruno, quemperi (río Cononaco), quenahueno, quihuaro, tagaeri, tihueno, tigüino, toñampare y zapino.

## Cultura

### Vestimenta tradicional
Los huaoranís conservan su aislamiento y viven desnudos, las mujeres usan una prenda en la cintura hecha de la corteza de un árbol y el hombre usa un cordón con el cual se amarra su órgano sexual, práctica muy cómoda para moverse en su hábitat.

### Vivienda
Sus viviendas son chozas edificadas con palmas de paja toquilla y hojas entretejidas sobre una estructura de madera y se llaman onko. Pueden albergar entre diez y quince personas pero no tienen habitaciones, pero sí espacios asignados a cada miembro familiar. Tradicionalmente se construían en un alto y en el centro de su huerta, llamada chacra, compuesta de plantaciones de yuca, plátano y plantas medicinales. La casa principal o casa comunitaria de los waoranis es compartida por unas treinta personas. Estas construcciones suelen durar bastante gracias al humo de las fogatas de las cocinas que impermeabiliza las hojas del techo aumentando así su vida útil, y evita que los insectos se coman las hojas. Pero al cabo de seis o siete años su deterioro hace que entonces se quemen y se vuelva a construir otra con las mismas características.

### Costumbres
En una fiesta se debe beber con felicidad, cantar y bailar. Estas fiestas se realizan cada vez que hay abundancia de producción de alimentos en el cual todos los participantes llevan regalos como yuca, hojas de palma joven, plumas de aves, adornos con dibujos, lanzas, collares y brazaletes. Durante estas fiestas las mujeres y los hombres permanecen separados cantando. Estas fiestas duran dos días hasta que se termine la bebida, tiempo en el cual ningún participante de la fiesta puede dormir.

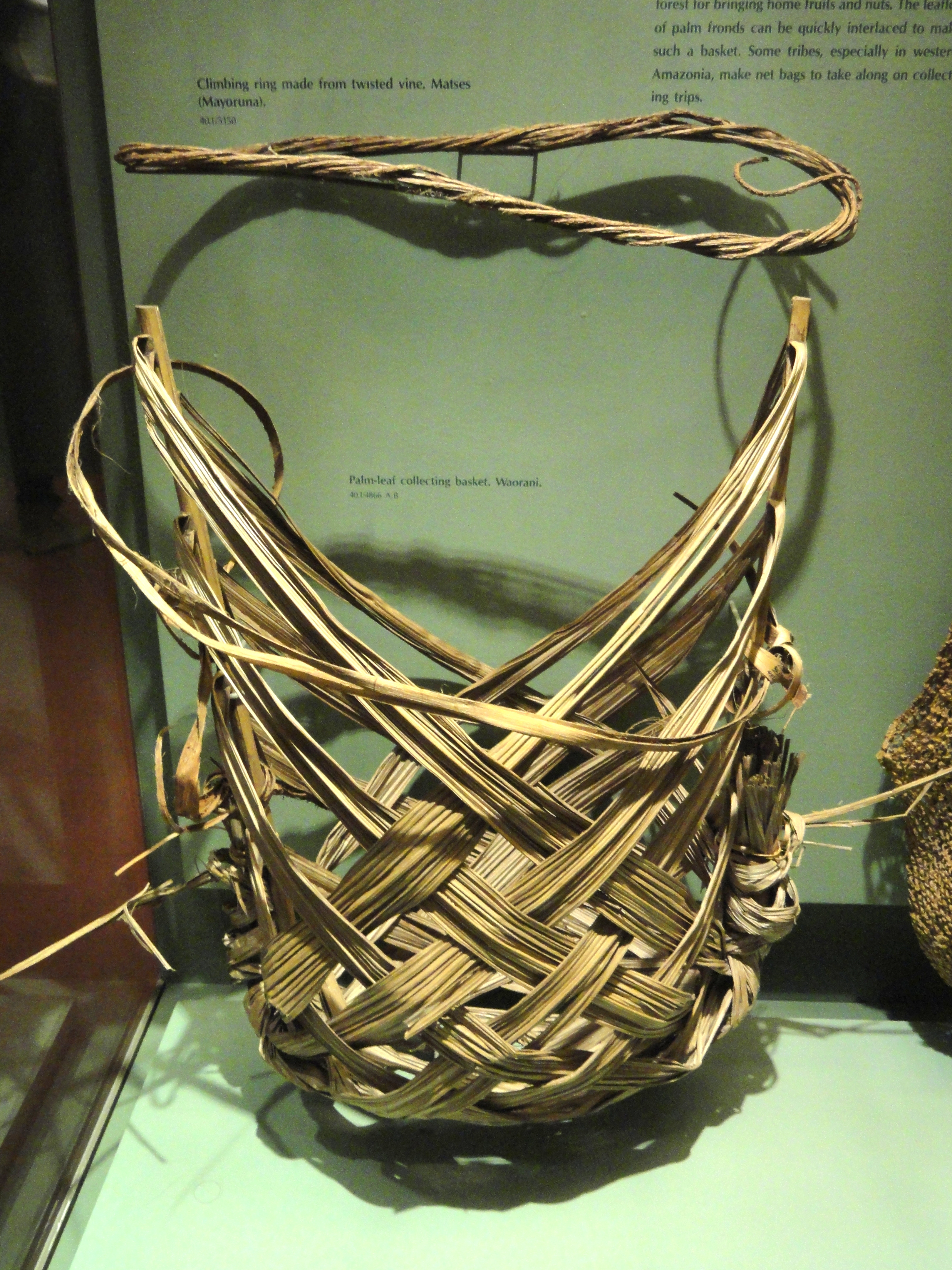
Cesto de hojas de palma para recolección de frutos, plantas y nueces.
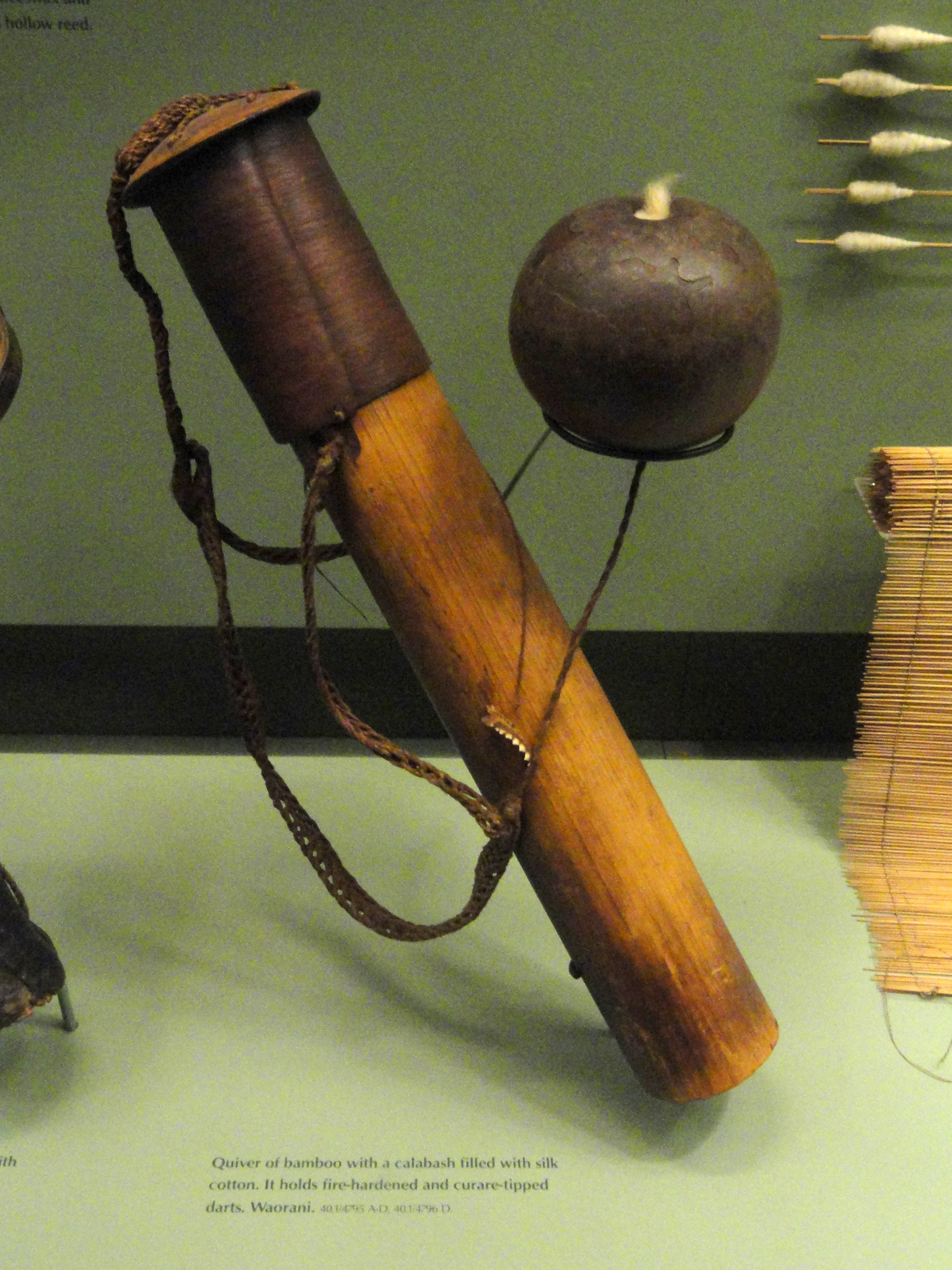
Carcaj de bambú con mate lleno de guata de ceiba.
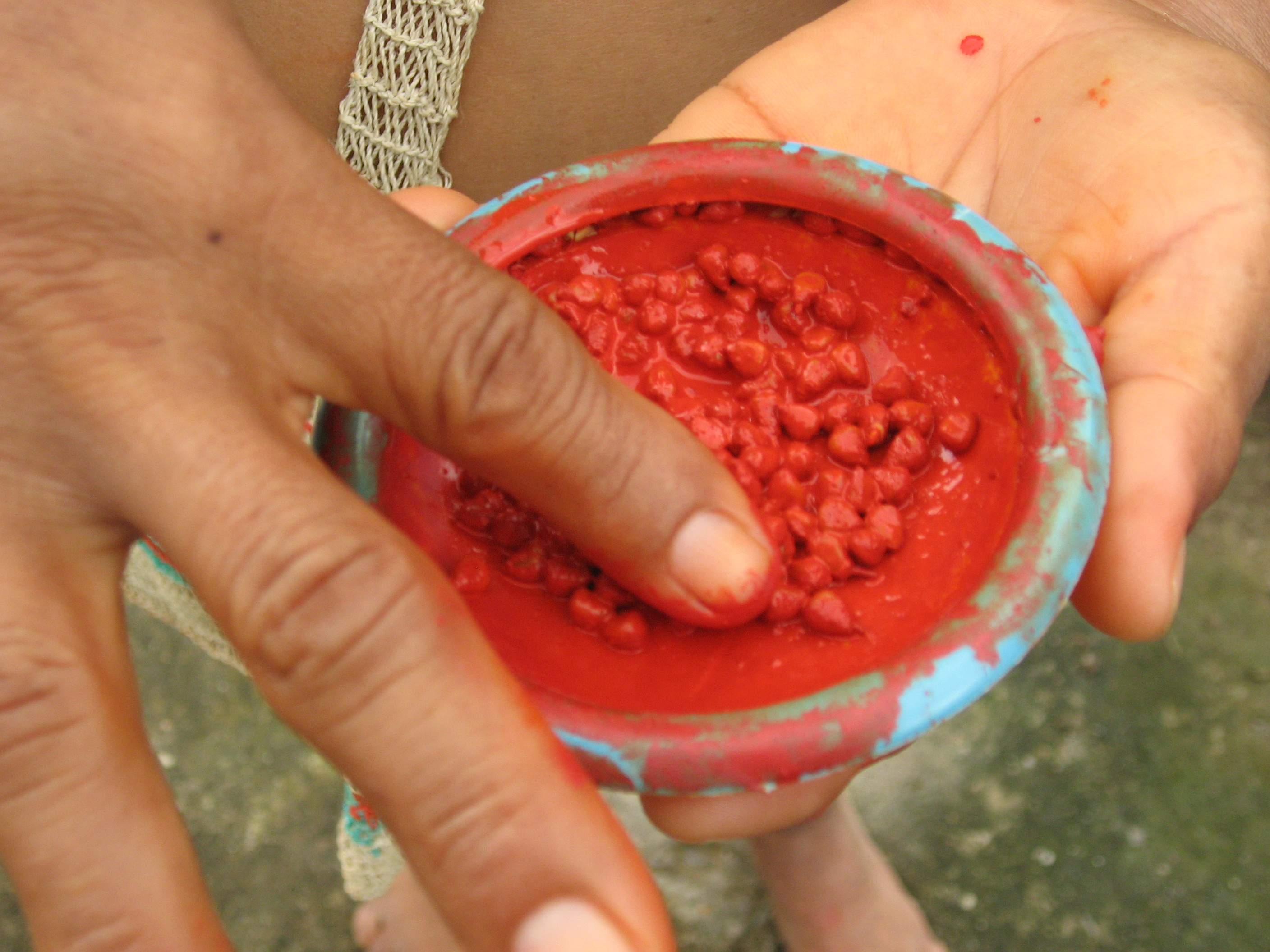
Tinta roja utilizada para pinturas corporales.
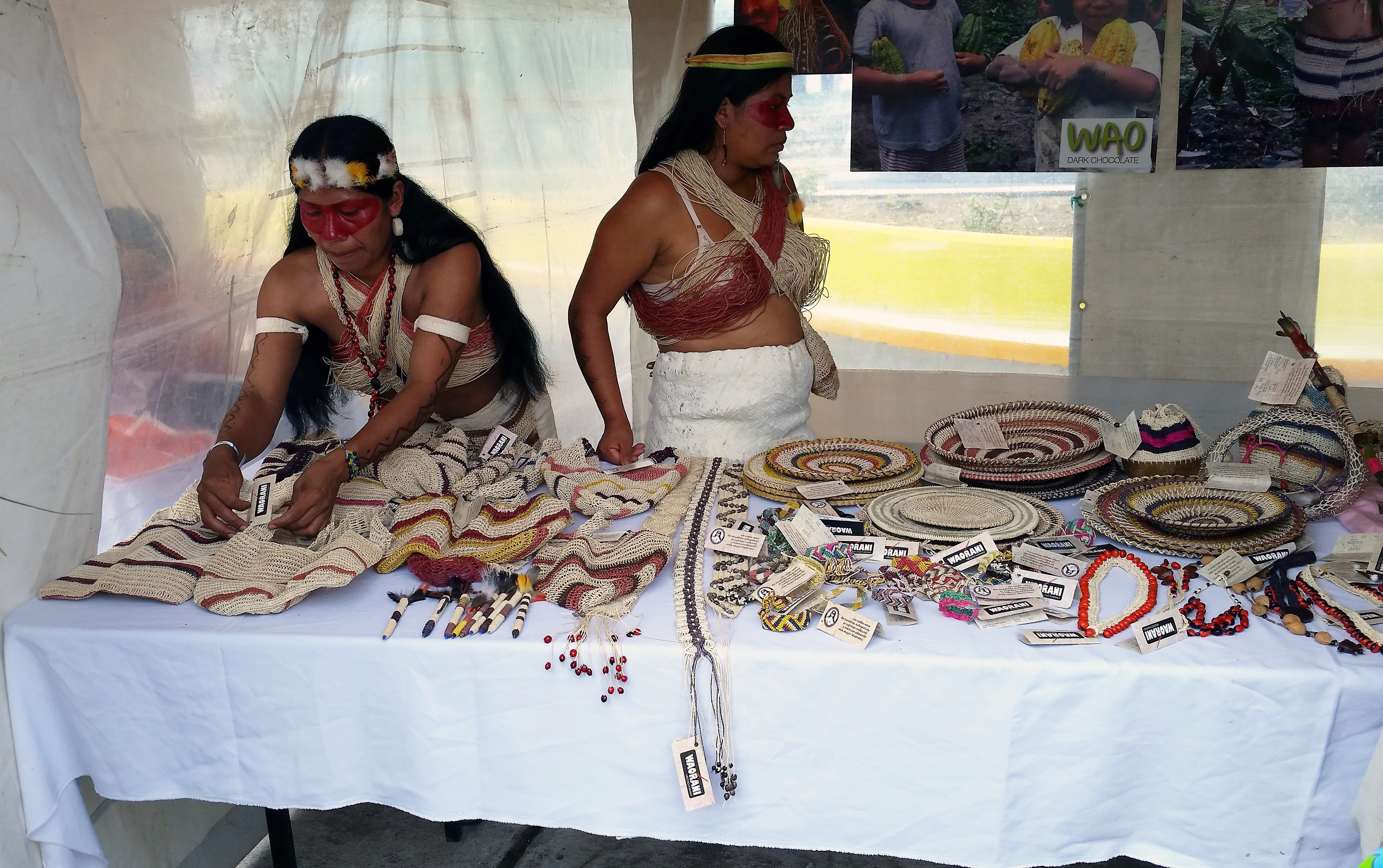
Puesto de artesanía Huaorani en la Feria del Cacao y Chocolate “Antisuyu Chocolate Wasi” de Archidona en 2015.

## Territorio
Su territorio ancestral está situado entre el río Curaray y el río Napo, cerca de 80 kilómetros al sur de Dureno, en un área de la Amazonia de aproximadamente 30 mil km², que por siglos los huaoranís han defendido de enemigos indígenas y coloniales, pero que actualmente está amenazada por la exploración petrolífera y prácticas ilegales de registro de tierras.

## Lengua
Los waoranis hablan wao terero, transcrito también como wao terero, lengua wao, y son unas dos mil setecientas personas que habitan en la Amazonia ecuatoriana y peruana. En los últimos 40 años, una parte de ellos se ha asentado en establecimientos permanentes en comunidades. Pero, algunas familias wao como los tage, y el grupo taromenane, han rechazado todo el contacto con personas extrañas a su grupo, y se mueven continuamente en áreas más aisladas, generalmente en dirección de la frontera peruana.
La expresión 'wao' 'significa 'humano' o 'gente', en wao terero. Antes del siglo XX, waodani señalaba solamente a aquellos con relaciones de parentesco con el hablante. Otras personas del mismo grupo étnico fueron llamados huaomoni, mientras que los forasteros eran designados con el término despectivo cowode 'persona extraña'. El uso de waodani como un término para el conjunto de este pueblo, emergió en los últimos cincuenta años pasados en un proceso del etnogénesis, que fue acelerado por la creación de la Organización de la Nacionalidad Waodani de la Amazonia Ecuatoriana, ONHAE, un servicio de radio y una liga del fútbol. También funciona la Asociación de Mujeres Waodani de la Amazonia Ecuatoriana, AMWAE.
En lengua 'wao terero' no existen algunas consonantes como la 'c', 'f', la 'h', la 'l', la 'q', la 'r', la 'v', la 'x' y la 'z', por ello en el pasado algunos misioneros, antropólogos y lingüistas si bien emplearon estas consonantes en expresiones como por ejemplo 'huaoraní', hoy en día no es apropiado. Esto fue posible saberlo en la que medida que en los últimos años, muchos wao se han formado y a través de sus investigaciones han encontrado la inconsistencia del uso de estas consonantes en lengua 'wao terero'.

#### ¿Dónde se puede estudiar esta lengua?
- Comunidades Waorani: El Wao Terero se enseña y se transmite principalmente dentro de las comunidades Waorani, a través de la tradición oral, en las familias y en la vida cotidiana.
- Programas de educación bilingüe: En algunas escuelas de las zonas habitadas por los Waorani, como en la provincia de Orellana, existen programas de educación intercultural bilingüe donde se enseña en Wao Terero junto con el español.
- Proyectos de revitalización lingüística: Organizaciones indígenas, ONG, y algunas instituciones académicas pueden estar involucradas en proyectos para documentar y revitalizar la lengua Wao Terero, promoviendo su enseñanza y preservación.

## Relación con el medio

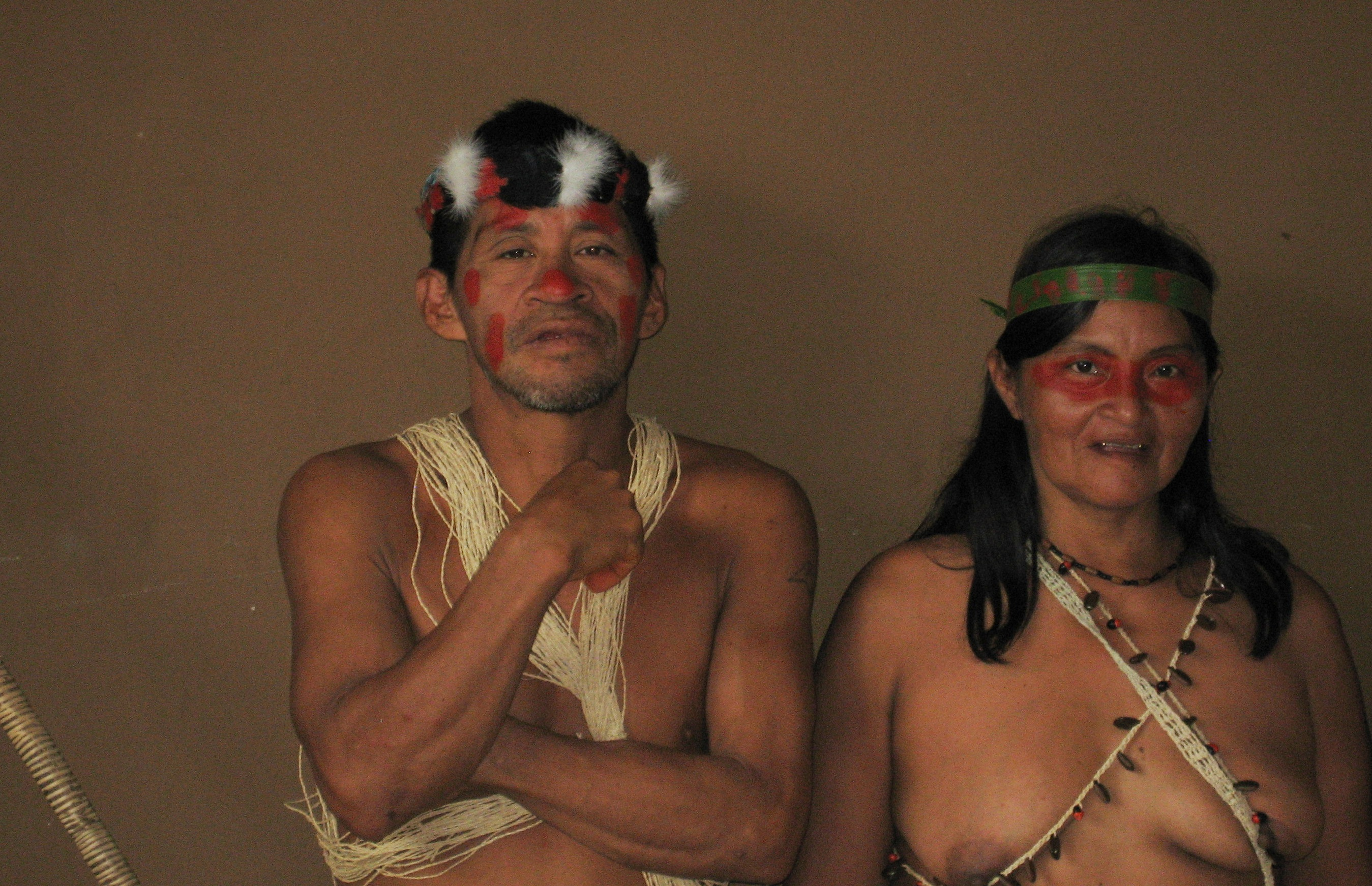
Hombre y mujer huaorani.

El waorani tiene un conocimiento elaborado de la vida de las plantas de la selva circundante. Una de sus habilidades más elaboradas es la extracción del curare, una neurotoxina potente, para su uso en dardos para cerbatana en la guerra. Cazan monos frecuentemente. Actualmente algunos waos trabajan en un proyecto etnobotánico para documentar, y preservar su conocimiento de la vida de las plantas y de sus aplicaciones.
Para la cosmovisión waorani no hay distinción entre el físico y los mundos espirituales y los espíritus están presente a través del mundo. Creen que alguna vez el mundo entero era un bosque ömë. La selva es la base esencial de su supervivencia física y cultural. Para ellos, el bosque es su hogar, mientras que el mundo exterior es inseguro: El vivir en el bosque ofrece la protección contra la brujería y los ataques de la gente vecina. Ellos sintetizan esto diciendo: “los ríos y los árboles son nuestra vida.” (Kane 1995:199). El bosque teje la tela de la vida y de los conceptos de cada waorani sobre el mundo.
Es notable su detallado conocimiento de la geografía y la ecología. Las plantas, especialmente los árboles, tienen un interés complejo e importante para el waorani. Su almacén de conocimientos botánicos es extenso e incluye los venenos, alucinógenos y las medicinas. También relacionan las plantas con sus propias experiencias. La palma del chontaduro Bactris gasipaes es usada para hacer las lanzas y cerbatanas, además de producir la fruta, y se asocia con los antepasados. La balsa construida con la especie Ochroma lagopus es usada con propósitos ceremoniales .
El waorani cree que los animales de su bosque tienen espíritu. Esto es la base de una mezcla peculiar de las prácticas que reconocen y respetan animales, pero no los blinda del daño para el uso humano. La caza provee una parte importante de la dieta waorani y es de significación cultural. Para contrapesar la ofensa los waoranis están ubicados en el centro norte preparación ritual del curare usado en los dardos. La caza con tales dardos no se considera matar, sino recuperación, cosecha de los árboles. Tradicionalmente, limitaron las especies buscadas a los monos, aves, y pecarís. Nunca cazan tampoco venados y tampoco ninguna serpiente ni el jaguar ni otros depredadores carnívoros como el águila. Se supone que los huoranís descienden de la unión de un jaguar y un águila y que las serpientes son un presagio muy malo y la matanza de ellas es un tabú de gran alcance.
La pesca y el cultivo de la yuca son muy importantes para completar la dieta de los waoranis.

## Matrimonio
Un muchacho puede casarse con una prima cruzada, hija de una hermana de su padre o de un hermano de su madre. 
Un hombre puede tener dos esposas. Ha existido también ancestralmente el levirato.

## Derechos territoriales
En 1990, los waoranis lograron el reconocimiento de su propiedad colectiva sobre una reserva indígena de 6.125,6 km², que les permitirá una existencia semiautónoma. Un proceso de demarcación está en curso para delimitar esta región con una cerca de árboles, para desalentar la colonización. El parque nacional de Yasuní se traslapa con la reserva huaoraní y proporciona una cierta medida de protección del medio ambiente. Además, el gobierno ha creado una zona protegida para evitar el contacto con los tagaeri.

### Protestas por prospecciones petrolíferas
El título sobre la tierra no se extiende a los minerales del subsuelo y excluye por tanto los yacimientos de petróleo. El gobierno de Ecuador ha otorgado contratos sobre la zona a las corporaciones multinacionales del petróleo. Los derechos de perforación petrolífera provocaron el conflicto de nuevo en 2005, y los Huaorani han desafiado la concesión del gobierno nacional del "bloque 31" para 1000 km² del parque Yasuní. Una delegación de más de cien huaoranís se dirigió a Quito en julio de 2005 e invitó a retirarse de Yasuni.
Desde 2018, tras décadas de contaminación e impactos culturales en los territorios indígenas de la Amazonía debido a las prospecciones petroleras, el pueblo waorani llevó a cabo diversas protestas y presentó una demanda ante el Estado de Ecuador por el derecho a la consulta previa, libre e informada para proteger su territorio que representa cerca de 200.000 hectáreas de selva tropical de gran biodiversidad. La demanda se presentó conjuntamente con el Consejo de Coordinación de la Nacionalidad Waorani del Ecuador-Pastaza, CONCONAWEP, liderada por Nemonte Nenquimo, y la Defensoría del Pueblo de Ecuador, dado que consideran que no fueron consultados ni informados debidamente en 2012 sobre el proyecto de ceder sus tierras a compañías petrolíferas para tareas de prospección. En 2019, un panel de tres jueces de la Corte Provincial de Pastaza falló a favor de proteger medio millón de acres de la selva amazónica en Ecuador de la perforación petrolera.
La Constitución ecuatoriana da al gobierno del país el derecho de desarrollar proyectos energéticos y de explotar recursos minerales en cualquier tierra, independientemente de a quién pertenezca, pero requiere que las comunidades sean consultadas y sean debidamente informadas sobre cualquier proyecto y sus impactos.

## Representación
El Consejo Byle waorani es la asamblea de toda la nacionalidad huaoraní. En los años 1990 fue creada la Organización de la Nacionalidad Huaoraní de la Amazonía Ecuatoriana, ONHAE, su organización de mayor representación. La ONHAE es miembro de la CONFENIAE (Confederación de Nacionalidades Indígenas de la Amazonia Ecuatoriana) y de la CONAIE.

## Cine
En 2005, Jim Hanon rodó la película A punta de Lanza (End of the Spear), protagonizada por Louie Leonardo, Chad Allen y Jack Guzman (como Mincayani, Nate Saint/Steve Saint y Kimo respectivamente), que narra la historia real de un grupo de misioneros cristianos que en 1956 se propone llegar a la tribu waorani (la Operación Auca). Tras la muerte de los 5 misioneros evangélicos estadounidenses a manos de los waoranis, se desarrollan una serie de acontecimientos que hacen cambiar la vida de la tribu.
En 2007, se estrena el documental Taromenani, escrito y dirigido por Carlos Andrés Vera, acerca del genocidio de los pueblos no contactados en el parque nacional Yasuní.
En 2022, se publicó Miwene, una película filmada durante 10 años en la cual personas de etnia waorani fueron productores y escritores. En este documental Gange Anita Yeti, una joven mujer Waorani, cuenta sobre su vida y su ambiente. La película solo fue publicada después de recibir el permiso del grupo waorani para publicar su historia.